# Pachnolith
Pachnolith ist ein selten vorkommendes Mineral aus der Mineralklasse der Halogenide mit der chemischen Zusammensetzung NaCaAlF6·H2O.
Pachnolith kristallisiert im monoklinen Kristallsystem und entwickelt nach der c-Achse [001] dünne, prismatische und gestreifte, bis zu acht Zentimeter große Kristalle mit einem glasähnlichen Glanz auf den Oberflächen. Das Mineral ist im Allgemeinen farblos und durchsichtig. Durch vielfache Lichtbrechung aufgrund von Gitterfehlern oder polykristalliner Ausbildung kann er aber auch durchscheinend weiß sein. Entsprechend ist auch dessen Strichfarbe weiß. Gelegentlich wirkt Pachnolith auch gelblich, rötlich oder bräunlich aufgrund von Überkrustung mit verschiedenen Eisenoxiden.
Mit einer Mohshärte von 3 gehört Pachnolith bereits zu den mittelharten Mineralen, dass sich ähnlich wie das Referenzmineral Calcit (Härte 3) mit einer Kupfermünze ritzen lässt.

## Etymologie und Geschichte
Auf der Suche nach geeigneten Mineralproben für ein Studium der Kristallmorphologie von Kryolith bekam Adolph Knop die Gelegenheit, eine Lieferung grönländischen Kryoliths aus der Kryolith-Lagerstätte nahe Ivittuut (auch Ivigtut) beim Fabrikanten Giulini in Ludwigshafen bei Mannheim zu durchsuchen. In einigen Proben fanden sich auch Drusenräume mit verschiedenen Formen kleiner, farbloser und stark glänzender Kriställchen. Die chemische Analyse ergab allerdings, dass hier kein Kryolith (Na3AlF6) vorlag, sondern ein bisher unbekanntes Mineral, dass Knop als „Hydrat eines an Calcium sehr reichen Kryoliths“. Er benannte das Mineral in seiner Erstbeschreibung 1863 nach dem griechischen Wort πάχνη (páchnē) für Reif oder Rauhreif, da Pachnolith eine reifartige Kruste auf den Kryolithproben bildete.
Unabhängig von Knop entdeckte auch Friedrich Wöhler in einer Sendung Kryolithproben aus dem Kryolithlager auf Grönland, dass er von Dr. Friedburg aus Christianssand ein Mineral, das sich vom Kryolith unterschied. Die farblosen, vor allem in Drusenräumen regelmäßig ausgebildeten Kristalle von teilweise Kubikzentimeter Größe waren würfelähnlich mit treppenartiger Streifung auf den Oberflächen und zeigten einen starken Perlmuttglanz. Aufgrund von dessen charakteristischem Verhalten, vor dem Lötrohr zu zerstäuben und in einer Röhre erhitzt unter Geräuschentwicklung zu feinem Pulver zu zerfallen, wollte Wöhler das Mineral nach den griechischen Wörtern πυρ [pyr] für Feuer und χόνις [konis] für Pulver als Pyroconit bezeichnen. Er erinnerte sich dann jedoch an die bereits von Adolph Knop veröffentlichte Beschreibung eines mit Kryolith vorkommenden Fluorminerals und erkannte anhand der praktisch übereinstimmenden chemischen Zusammensetzung, das hier trotz des unterschiedlichen Kristallhabitus das gleiche Mineral vorlag.
Ein Aufbewahrungsort für das Typmaterial des Minerals ist nicht bekannt.

## Klassifikation
Bereits in der veralteten 8. Auflage der Mineralsystematik nach Strunz gehörte der Pachnolith zur Mineralklasse der „Halogenide“ und dort zur Abteilung der „Doppelhalogenide“, wo er zusammen mit Thomsenolith die „Thomsenolith-Gruppe“ mit der System-Nr. III/B.04 bildete.
Im Lapis-Mineralienverzeichnis nach Stefan Weiß, das sich aus Rücksicht auf private Sammler und institutionelle Sammlungen noch nach dieser alten Form der Systematik von Karl Hugo Strunz richtet, erhielt das Mineral die System- und Mineral-Nr. III/C.02-10. In der „Lapis-Systematik“ entspricht dies der verfeinerten Abteilung „Doppelhalogenide (meist mit OH, H2O)“ mit Fluoriden in den Gruppen C.01 bis C.05, wo Pachnolith zusammen mit Tomsenolith und Yaroslavit eine eigenständige, aber unbenannte Gruppe bildet (Stand 2018).
Die seit 2001 gültige und von der International Mineralogical Association (IMA) bis 2009 aktualisierte 9. Auflage der Strunz’schen Mineralsystematik ordnet den Pachnolith in die neu definierte Abteilung der „Komplexen Halogenide“ ein. Diese ist zudem weiter unterteilt nach Kristallstruktur, so dass das Mineral entsprechend seinem Aufbau in der Unterabteilung „Insel-Aluminofluoride (Neso-Aluminofluoride)“ zu finden ist, wo es ebenfalls zusammen mit Thomsenolith die „Thomsenolithgruppe“ mit der System-Nr. 3.CB.40 bildet.
Auch die vorwiegend im englischen Sprachraum gebräuchliche Systematik der Minerale nach Dana ordnet den Pachnolith in die Klasse der „Halogenide“ und dort in die Abteilung der „Komplexen Halogenide – Aluminiumfluoride“ ein. Hier ist er als einziges Mitglied in der unbenannten Gruppe 11.06.05 innerhalb der Unterabteilung „Komplexe Halogenide – Aluminiumfluoride mit verschiedenen Formeln“ zu finden.

## Chemismus
Der idealisierten chemischen Zusammensetzung von Pachnolith (NaCaAlF6·H2O) nach besteht das Mineral im Verhältnis aus je einem Teil Natrium (Na), Calcium (Ca) und Aluminium (Al) sowie sechs Teilen Fluor (F) und einem Teil Kristallwasser (H2O).
Dies entspricht einem Massenanteil (Gewichts-%) von 10,35 Gew.-% Na, 18,05 Gew.-% Ca, 12,15 Gew.-% Al, 51,33 Gew.-% F und 8,12 Gew.-% H2O.
Die bisher analysierten Mineralproben aus Ivittuut, Grönland und St. Peters Dome im El Paso County (Colorado), USA stellten sich als sehr stoffrein mit nur geringen Abweichungen in der Zusammensetzung heraus.

## Kristallstruktur
Pachnolith kristallisiert monoklin in der Raumgruppe F2/d (Raumgruppen-Nr. 15, Stellung 10) mit den Gitterparametern a = 12,117(4) Å; b = 10,414(3) Å; c = 15,680(4) Å und β = 90,37(2)° sowie 16 Formeleinheiten pro Elementarzelle.
| Kristallstruktur von Pachnolith |
| - mit Blickrichtung parallel zur a-Achse - mit Blickrichtung parallel zur b-Achse - mit Blickrichtung parallel zur c-Achse - räumliche Darstellung in der kristallographischen Standardausrichtung |
| Farbtabelle: _ Na 0 _ Ca 0 _ Al 0 _ F 0 _ O 0 _ H |

## Eigenschaften
Neben dem bereits beschriebenen charakteristischen Verhalten, vor dem Lötrohr zu zerstäuben, zersetzt sich das Mineral beim Erhitzen im Glaskolben und bildet einen weißen Nebel, der sich als Sublimat an den Glaswänden absetzt. Der Rückstand ist leicht schmelzbar und erstarrt beim Erkalten zu einem weißen, stark durchscheinenden Email.
Pachnolith löst sich gut in Schwefelsäure, wobei sich der giftige Fluorwasserstoff bildet. Beim Erwärmen mit der Säure schwillt Pachnolith kleisterartig an und löst sich nach dem Verdampfen der überschüssigen Schwefelsäure beim Kochen mit salzsäurehaltigem Wasser bis auf einen Rest von Gips auf.

## Modifikationen und Varietäten

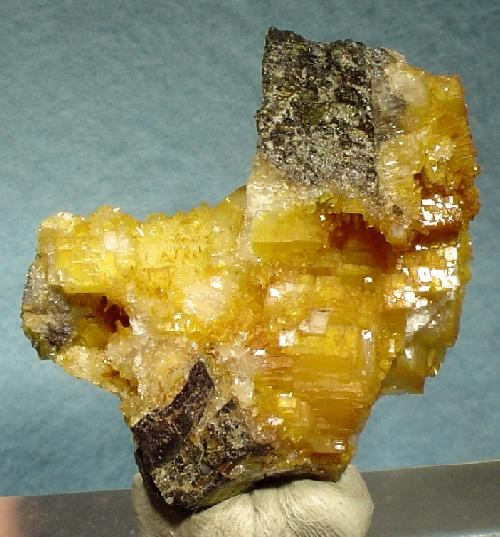
Pachnolith mit Thomsenolith vergesellschaftet

Die Verbindung NaCaAlF6·H2O ist dimorph und kommt neben dem monoklin kristallisierenden Pachnolith noch als ebenfalls monoklin, jedoch mit anderer Raumgruppe und anderen Gitterparametern kristallisierender Thomsenolith vor.

## Bildung und Fundorte

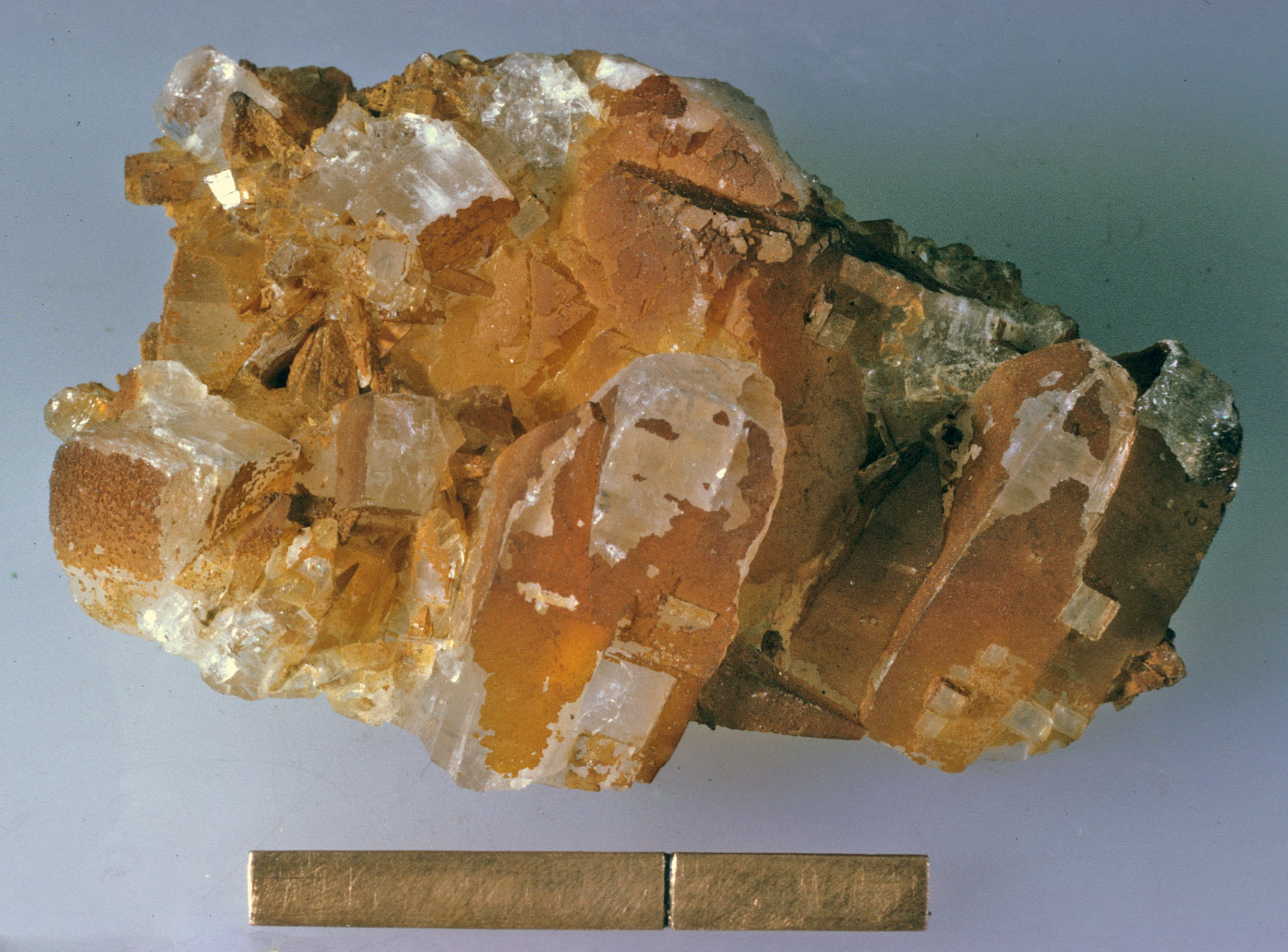
Teilweise mit Eisenoxiden überwachsenes Pachnolith-Aggregat aus der Ivigtut-Kryolithlagerstätte, Grönland

Pachnolith bildet sich sekundär als Umwandlungsprodukt aus Kryolith oder anderen alkalischen Aluminiumfluoriden und findet sich meist in Pegmatiten, wo als Begleitminerale neben Kryolith und Thomsenolith unter anderem noch Chiolith, Elpasolith, Fluorit, Hydrokenoralstonit und Sellait auftreten können.
Als seltene Mineralbildung konnte Pachnolith nur an wenigen Orten nachgewiesen werden, wobei bisher weltweit rund 20 Fundorte dokumentiert sind (Stand 2020). Seine Typlokalität, die Kryolith-Lagerstätte bei Ivittuut ist dabei der bisher einzige bekannte Fundort auf Grönland.
In Deutschland kennt man das Mineral bisher nur aus Bayern, genauer vom Quarzfelsen Kreuzberg in Pleystein und der Feldspat-Grube Cornelia bei Hagendorf-Süd im Oberpfälzer Landkreis Neustadt an der Waldnaab.
Weitere bekannte Fundorte in Europa sind zudem die Murskelouhos-Pegmatite bei Kotka in der finnischen Landschaft Kymenlaakso und die Alkaligranite (Ekerit) von Gjerdingselva (auch Gjerdingen) bei Lunner in der norwegischen Provinz Akershus.
Daneben fand man Pachnolith noch am Cerro Blanco nahe Tanti in der argentinischen Provinz Córdoba, am Serra Branca bei Pedra Lavrada im brasilianischen Bundesstaat Paraíba, im Tagebau „Nr. 69“ (auch Gasbergs Topas-Kryolith-Schacht) im Ilmengebirge in der Oblast Tscheljabinsk und die Tantal-Niob-Lagerstätte „Katugin“ (auch Katuginskoye) in der Region Transbaikalien in Russland, in den subalkalischen bis alkalischen Graniten des Perzhanskoe-Erzfeldes in der ukrainischen Oblast Schytomyr (englisch Zhytomyr) sowie in mehreren Gruben im Bergbaudistrikt Cheyenne im El Paso County und den Goldie-Karbonatiten im Fremont County von Colorado, in den Sedimenten der Tampa Bay in Florida, den Zapot-Pegmatiten in der Gillis Range bei Fitting im Mineral County von Nevada und den aluminiumfluoridhaltigen Pegmatiten der Morefield Mine Winterham im Amelia County von Virginia in den Vereinigten Staaten von Amerika.